# Barrett Buttress
Barrett Buttress (englisch für Barrett-Pfeiler) ist ein 1600 m hoher Nunatak im westlichen Palmerland auf der Antarktischen Halbinsel. Er ragt 14,5 km südwestlich der Blanchard-Nunatakker am Südrand des Goodenough-Gletschers auf. Der Nunatak hat eine 150 m hohe und unvereiste Nordwestflanke, während seine Südostseite von den Schnee- und Eismassen des Kontinentalplateaus verhüllt ist.
Der United States Geological Survey kartierte ihn anhand von Luftaufnahmen der United States Navy aus den Jahren zwischen 1966 und 1969. Das UK Antarctic Place-Names Committee benannte ihn 1977 nach dem britischen Geodäten Richard Giles Barrett (* 1950), der für den British Antarctic Survey zwischen 1974 und 1976 auf den Stationen auf der Stonington- und der Adelaide-Insel tätig war.